# Damasus Dürr
Damasus Dürr (* 1535 oder 1537 in Bod, Rumänien; † 1585 in Apoldu de Jos) war ein Siebenbürger Sachse und evangelisch-lutherischer Pfarrer, der aufgrund seiner veröffentlichten Predigten als Schriftsteller bekannt wurde.
Sein Vater, Georg Dürr, vermutlich Lehrer oder ebenfalls Priester, starb 1565 in Petiș (Petersdorf) bei Sibiu.
Damasus Dürr ging auf das Gymnasium in Brașov. 1554 schrieb er die erste Predigt, die Teil seiner Predigtsammlung werden sollte.
Dürr studierte an der Universität Wittenberg Theologie und Naturwissenschaften. Er erlangte seine Ordination am 3. September 1559. Nach Aufzeichnungen in Wittenberg wurde Dürr daraufhin nach Newenstadt/Neustadt (heute Cristian) in Transsilvanien geschickt.
1568 oder 1569 zog er nach Apoldu de Jos, das zu dieser Zeit ausschließlich sächsischstämmig bevölkert war, und wirkte dort bis zu seinem Tod als Geistlicher. Dürr war dreimal verwitwet.

## Schriften
- Damasus Dürr, Predigten 1554–1578. Herausgegeben vom Unterwalder Kapitel unter der Leitung von Ludwig Klaster, Mühlbach 1939.